# 16e Luftwaffen-Felddivisie
De Duitse 16e Luftwaffen-Felddivisie (Duits: 16. Luftwaffen-Feld-Division) was een Duitse infanteriedivisie tijdens de Tweede Wereldoorlog. De divisie diende ongeveer anderhalf jaar als kustverdediging in Nederland, alvorens in juni 1944 naar het front in Normandië gestuurd te worden. Al in zijn eerste grote gevecht, Operatie Charnwood, werd de divisie volledig vernietigd.

## Geschiedenis

### Oprichting en inzet in 1943
De 16e Luftwaffen-Felddivisie werd op 1 december 1942 op Oefenterrein Groß-Born gevormd door de oprichtingsstaf van het XIII. Fliegerkorps uit overtollig Luftwaffe-personeel.
Al in januari 1943 werd de nog niet volledig getrainde divisie al als bezettingsmacht naar Nederland getransporteerd. De 11 treinen arriveerden rond Apeldoorn tussen 3 en 6 januari 1943. Tussen 25 januari 1943 en 8 februari 1943 verplaatste de divisie zich naar de kust (HQ in Amsterdam, later Amstelveen) en verving daar de 167e Infanteriedivisie. De divisie had daarmee de kustverdediging in het gebied IJmuiden-Haarlem-Leiden-Scheveningen.

### Overgenomen in hetHeer
Op 1 november 1943 werd de divisie aan de Nederlandse kust overgenomen door het Heer en kreeg de benaming 16e Felddivisie (L) (Duits: 16. Feld-Division (L)), waarbij de L voor Luftwaffe stond. In het algemeen werd (ook in officiële documentatie) de naam 16e Luftwaffen-Felddivisie verder gevoerd. Hierbij moest de divisie zijn 3e Afdeling (III. Abt., (Flak)) van het artillerieregiment afstaan. Deze bleef in de Luftwaffe en werd I./Flak-Regiment 53. 

### Inzet 1943/44

Operatie Charnwood

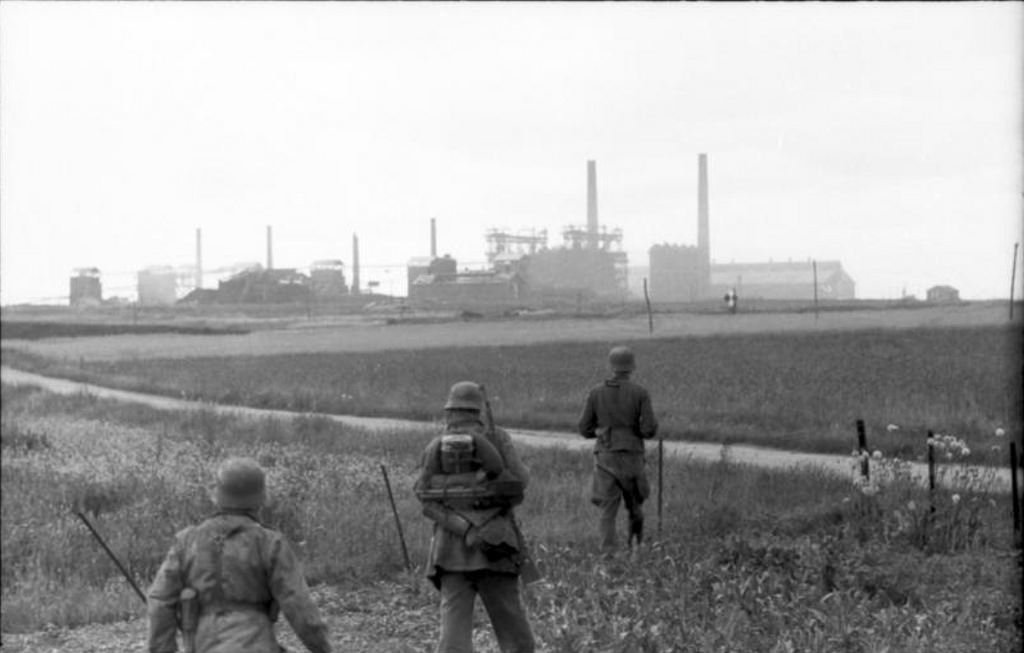
Duitse infanterie van Jäger-Regiment 32 (L) bij Collombelles

De divisie bleef vooreerst in zijn stellingen, maar toen de geallieerden op 6 juni 1944 in Normandië geland waren, werd de divisie tussen 16 en 24 juni 1944 daarheen op transport gesteld. De divisie kwam begin juli in de frontlijn net ten noorden van Caen ter vervanging van de 21e Pantserdivisie en kwam onder bevel van het 86e Legerkorps. Al op 8 juli 1944 werd de divisie in Operatie Charnwood vol aangevallen door de 3e Britse Infanteriedivisie. De stellingen van de divisie werden doorbroken en tijdens dit proces werd de divisie virtueel vernietigd, met verliespercentages tot 75%. Slechts restanten van de divisie konden zich ten zuiden van Caen weer verzamelen.

### Einde
De 16e Luftwaffen-Felddivisie werd op 4 augustus 1944 opgeheven wegens extreme verliezen. De resterende infanterie werd toegevoegd aan de 21e Pantserdivisie. De andere onderdelen werden gebruikt om de 16e Infanteriedivisie op te richten.

## Slagorde
- Luftwaffen-Jäger-Regiment 31 (met drie bataljons)
- Luftwaffen-Jäger-Regiment 32 (met drie bataljons)
- Luftwaffen-Artillerie-Regiment 16 (met drie afdelingen)
- Panzerjäger-Abteilung der Luftwaffen-Feld-Division 16
- Luftwaffen-Pionier-Bataillon 16
- Radfahrer-Kompanie der Luftwaffen-Feld-Division 16
- Luftnachrichten-Kompanie der Luftwaffen-Feld-Division 16
- Versorgungseinheiten der Luftwaffen-Feld-Division 16

Vanaf 1 november 1943:
- Jäger-Regiment 31 (L) (met drie, later twee bataljons)
- Jäger-Regiment 32 (L) met drie, later twee bataljons)
- Jäger-Regiment 46 (L) (met twee bataljons, de oude III./31 en III./32), vanaf februari 1944
- Artillerie-Regiment 16 (L) (met drie afdelingen)
- Füsilier-Bataillon 16 (L)
- Feldersatz-Bataillon 16 (L)
- Panzerjäger-Abteilung 16 (L)
- Pionier-Bataillon 16 (L)
- Nachrichten-Abteilung 16 (L)
- Divisionseinheiten 16 (L)

## Commandanten
| Rang         | Naam               | Begin            | Eind            |
| ------------ | ------------------ | ---------------- | --------------- |
| Oberst       | Otto von Lachemair | 28 november 1942 | 4 november 1943 |
| Generalmajor | Karl Sievers       | 5 november 1943  | 1 augustus 1944 |

## Bovenliggende bevelslagen
| Legerkorps     | Leger                              | Legergroep     | Plaats/regio | Begin           | Eind            |
| -------------- | ---------------------------------- | -------------- | ------------ | --------------- | --------------- |
| 88e Legerkorps | Wehrmachtsbefehlshaber Niederlande | Heeresgruppe D | Nederland    | februari 1943   | mei 1944        |
| 88e Legerkorps | Wehrmachtsbefehlshaber Niederlande | Heeresgruppe B | Nederland    | mei 1944        | medio juni 1944 |
| 86e Legerkorps | Panzergruppe West                  | Heeresgruppe B | Normandië    | begin juli 1944 | 4 augustus 1944 |